# Asarkina laticornis
Asarkina laticornis är en tvåvingeart som beskrevs av Charles Howard Curran 1928. Asarkina laticornis ingår i släktet Asarkina och familjen blomflugor. Inga underarter finns listade i Catalogue of Life.